# Tommy (The Who-album)
A Tommy a The Who rockegyüttes negyedik stúdióalbuma 1969-ből, concept album, ami egy fiú történetét mondja el rockopera formában. Amennyiben a „rockopera” megjelölést elfogadjuk, úgy a műfaj első példányának tartható. Szerepel az 1001 lemez, amit hallanod kell, mielőtt meghalsz című könyvben. 1975-ben, több sikeres színpadi előadás után, filmmusical (videóklipek sorozata) készült belőle Ken Russell rendezésében korabeli híres színészek és zenészek (pl. az alakításáért Oscar-díjra jelölt Ann-Margret, Elton John, Tina Turner) közreműködésével és szereplésével.

## Áttekintés

### Szereplők
| Név                            | Szerep                                                                                | A filmben                  |
| ------------------------------ | ------------------------------------------------------------------------------------- | -------------------------- |
| Tommy Walker                   | a főszereplő                                                                          | Barry Winch, Roger Daltrey |
| Walker kapitány                | Tommy apja                                                                            | Robert Powell              |
| Mrs. Walker                    | Tommy anyja                                                                           | Ann-Margret                |
| Frank Hobbs                    | Tommy anyjának szeretője                                                              | Oliver Reed                |
| Ernie bácsi                    | Tommy pedofil nagybátyja                                                              | Keith Moon                 |
| Kevin                          | Tommy unokatestvére, „az iskola bikája”. Bántalmazza Tommyt, amikor egyedül van vele. | Paul Nicholas              |
| The Hawker (The Preacher)      | Egy szektavezér, akitől Tommy anyja segítséget remél fia számára                      | Eric Clapton               |
| Local Lad (The Pinball Wizard) | A flipper-bajnok, akit Tommy legyőz                                                   | Elton John                 |
| The Acid Queen (The Gypsy)     | Egy prostituált, aki hallucinogén drogokkal próbálja meggyógyítani Tommyt             | Tina Turner                |
| The Doctor (The Specialist)    | Egy orvos, aki rájön, hogy Tommy problémái mentális eredetűek                         | Jack Nicholson             |
| Sally Simpson                  | Tommy egyik „tanítványa”                                                              | Victoria Russell           |

## Az album dalai

### Az 1969-es kiadás
| 1. | Overture                           | Pete Townshend          | 5:21 |
| 2. | It’s a Boy                         | Pete Townshend          | 0:38 |
| 3. | 1921                               | Pete Townshend          | 2:49 |
| 4. | Amazing Journey                    | Pete Townshend          | 3:25 |
| 5. | Sparks                             | Pete Townshend          | 3:46 |
| 6. | Eyesight to the Blind (The Hawker) | Sonny Boy Williamson II | 2:13 |

| 1. | Christmas      | Pete Townshend | 4:34  |
| 2. | Cousin Kevin   | John Entwistle | 4:07  |
| 3. | The Acid Queen | Pete Townshend | 3:34  |
| 4. | Underture      | Pete Townshend | 10:09 |

| 1. | Do You Think It’s Alright? | Pete Townshend | 0:24 |
| 2. | Fiddle About               | John Entwistle | 1:26 |
| 3. | Pinball Wizard             | Pete Townshend | 3:01 |
| 4. | There’s a Doctor           | Pete Townshend | 0:23 |
| 5. | Go to the Mirror!          | Pete Townshend | 3:49 |
| 6. | Tommy, Can You Hear Me?    | Pete Townshend | 1:36 |
| 7. | Smash the Mirror           | Pete Townshend | 1:35 |
| 8. | Sensation                  | Pete Townshend | 2:27 |

| 1. | Miracle Cure            | Pete Townshend | 0:12 |
| 2. | Sally Simpson           | Pete Townshend | 4:12 |
| 3. | I’m Free                | Pete Townshend | 2:40 |
| 4. | Welcome                 | Pete Townshend | 4:34 |
| 5. | Tommy’s Holiday Camp    | Keith Moon     | 0:57 |
| 6. | We’re Not Gonna Take It | Pete Townshend | 7:08 |

### A 2003-as kiadás
| 1. Overture – 5:21 2. It’s a Boy – 0:38 3. 1921 – 2:49 4. Amazing Journey – 3:25 5. Sparks – 3:46 6. Eyesight to the Blind (The Hawker) (Sonny Boy Williamson II) – 2:13 7. Christmas – 4:34 8. Cousin Kevin (John Entwistle) – 4:07 9. The Acid Queen – 3:34 10. Underture – 10:09 11. Do You Think It’s Alright? – 0:24 12. Fiddle About (John Entwistle) – 1:26 13. Pinball Wizard – 3:01 14. There’s a Doctor – 0:23 15. Go to the Mirror! – 3:49 16. Tommy, Can You Hear Me? – 1:36 17. Smash the Mirror – 1:35 18. Sensation – 2:27 19. Miracle Cure – 0:12 20. Sally Simpson – 4:12 21. I’m Free – 2:40 22. Welcome – 4:34 23. Tommy’s Holiday Camp (Keith Moon) – 0:57 24. We’re Not Gonna Take It – 3:38 25. See Me, Feel Me/Listening to You – 3:41 | 1. I Was – 0:17 2. Christmas – 4:43 3. Cousin Kevin Model Child – 1:25 4. Young Man Blues (Mose Allison) – 2:51 5. Tommy, Can You Hear Me? – 1:59 6. Trying to Get Through – 2:51 7. Sally Simpson – 4:09 8. Miss Simpson – 4:18 9. Welcome – 3:44 10. Tommy’s Holiday Camp – 1:07 11. We’re Not Gonna Take It – 6:08 12. Dogs, Part Two (Keith Moon) – 2:26 13. It’s a Boy – 0:43 14. Amazing Journey – 3:41 15. Christmas – 1:55 16. Do You Think It’s Alright? – 0:28 17. Pinball Wizard – 3:46 |

## Közreműködők
- Roger Daltrey – ének, szájharmonika
- Pete Townshend – gitár, billentyűs hangszerek, ének
- John Entwistle – basszusgitár, kürt, ének
- Keith Moon – dob, ütőhangszerek, ének
- Paul Townshend – vokál
- Simon Townshend – vokál

### Interjúk, amelyekben Pete Townshend aTommyértelmezéséről, és jelentéstartalmáról beszél
- a 1968 Rolling Stone Interview (by Jann Wenner)
- Pete and Tommy, among others by Rick Sanders & David Dalton – Rolling Stone (no. 37 1969. július 12.)
- Interview with Pete Townshend at Manchester Arena, England,, by Stephen Gallagher (British Youth & Popular Culture Editor, Ubu).
- The Who's Tommy on the Tony telecast
- Tommy liner notes – Song-by-song liner notes for the original album